# Аннемарі Оглер
Аннемарі Оглер (нім. Annemarie Ohler; нар. 11 лютого 1960) — австрійська герпетологиня, професор Національного природознавчого музею в Парижі. Авторка описання нових видів земноводних. Спеціалізується на дослідженні жаб з родин Megophryidae і Ranidae, переважно, на тропічних азійських і африканських видах.

## Внесок
Огнер є авторкою понад ста наукових публікацій та співавторкою двох ненаукових книжок.
Таксони, що описані Огнер:
- Allopaa Ohler & Dubois, 2006
- Aubria masako Ohler & Kazadi, 1990
- Chrysopaa Ohler & Dubois, 2006
- Cyrtodactylus buchardi David, Teynié & Ohler, 2004
- Duttaphrynus totol (Ohler, 2010)
- Fejervarya iskandari Veith, Kosuch, Ohler & Dubois, 2001
- Gracixalus Delorme, Dubois, Grosjean & Ohler, 2005
- Hylarana faber (Ohler, Swan & Daltry, 2002)
- Lankanectes Dubois & Ohler, 2001
- Leptobrachium buchardi Ohler, Teynié & David, 2004
- Leptodactylodon blanci Ohler, 1999
- Leptolalax nyx Ohler, Wollenberg, Grosjean, Hendrix, Vences, Ziegler & Dubois, 2011
- Leptolalax pluvialis Ohler, Marquis, Swan & Grosjean, 2000
- Micrixalidae Dubois, Ohler & Biju, 2001
- Minervarya sahyadris (Dubois, Ohler & Biju, 2001)
- Nanorana rarica (Dubois, Matsui & Ohler, 2001)
- Ophryophryne gerti Ohler, 2003
- Ophryophryne hansi Ohler, 2003
- Pelophylax grafi (Crochet, Dubois, Ohler & Tunner, 1995)
- Philautus cardamonus Ohler, Swan & Daltry, 2002
- Ptychadena pujoli Lamotte & Ohler, 1997
- Rhacophorus duboisi Ohler, Marquis, Swan & Grosjean, 2000
- Rhacophorus kio Ohler & Delorme, 2006
- Rhacophorus laoshan Mo, Jiang, Xie & Ohler, 2008
- Rhacophorus suffry Bordoloi, Bortamuli & Ohler, 2007
- Xenophrys auralensis (Ohler, Swan & Daltry, 2002)